# Escala de Braden
En medicina, l'escala de Braden per predir el risc d'úlcera per pressió és una eina desenvolupada el 1987 per Barbara Braden i Nancy Bergstrom. L'objectiu de l'escala és ajudar els professionals de la salut, especialment els infermers, a avaluar el risc d'un pacient de desenvolupar una úlcera per pressió.

## Avaluació mitjançant l'escala de Braden
L'escala de Braden avalua el risc d'un pacient de desenvolupar una úlcera per pressió mitjançant l'examen de sis criteris:

### Percepció sensorial
Aquest paràmetre mesura la capacitat d'un pacient per detectar i respondre a molèsties o dolors relacionats amb la pressió sobre parts del seu cos. La capacitat de sentir el dolor en si mateixa juga en aquesta categoria, igual que el nivell de consciència d'un pacient i, per tant, la seva capacitat de reaccionar cognitivament davant el malestar relacionat amb la pressió.

### Humitat
La humitat excessiva i contínua de la pell pot suposar un risc de comprometre la integritat de la pell fent que el teixit de la pell es maceri i, per tant, corre el risc d'erosió epidèrmica. Per tant, aquesta categoria avalua el grau d'humitat al qual està exposada la pell.

### Activitat
Aquesta categoria analitza el nivell d'activitat física d'un pacient, ja que molt poca o cap activitat pot fomentar l'atròfia dels músculs i la ruptura del teixit.

### Mobilitat
Aquesta categoria analitza la capacitat d'un pacient per ajustar la seva posició corporal de manera independent. Això avalua la competència física per moure's i pot implicar la voluntat dels clients de moure's.

### Nutrició
L'avaluació de l'estat nutricional d'un client mira els seus patrons normals de nutrició diària. Menjar només porcions dels àpats o tenir una alimentació desequilibrada pot indicar un alt risc en aquesta categoria.

### Fricció i cisalla
La fricció i la cisalla analitza la quantitat d'ajuda que necessita un client per moure's i el grau de lliscament sobre llits o cadires que experimenten. Aquesta categoria s'avalua perquè el moviment de lliscament pot causar cisalla, la qual cosa significa que la pell i l'os es mouen en direccions oposades provocant la ruptura de les membranes cel·lulars i els capil·lars. La humitat millora la susceptibilitat a la fricció.

## Puntuació amb l'escala de Braden
Cada categoria es valora en una escala d'1 a 4, excloent la categoria de "fricció i cisallament", que es valora en una escala d'1 a 3. Això es combina per a un total possible de 23 punts, amb una puntuació més alta significa un menor risc de desenvolupar una úlcera per pressió i viceversa. Una puntuació de 23 significa que no hi ha risc de desenvolupar una úlcera per pressió, mentre que la puntuació més baixa possible de 6 punts representa el risc més greu de desenvolupar una úlcera per pressió.[6] L'escala de puntuació de l'escala de Braden:
- Risc molt alt: puntuació total de 9 o menys
- Risc alt: puntuació total 10-12
- Risc moderat: puntuació total 13-14
- Risc lleu: puntuació total 15-18
- Sense risc: puntuació total 19-23